# Elisabeth Modell
Elisabeth Modell, häufig auch Elise Modell (* 4. September 1820 in Wien; † 5. Oktober 1865 ebenda), war eine österreichische Malerin.

## Leben
Elisabeth Modell stammte aus einer wohlhabenden, bürgerlichen Wiener Familie. Sie besuchte die Mädchenschule im Windhaagschen Stiftungshaus. Im Alter von vier Jahren begann sie autodidaktisch mit dem Zeichnen, später schnitzte sie auch, kopierte Bilder und malte, wobei sie zwischenzeitlich von einem jungen Maler aus der Nachbarschaft unterstützt wurde. Aufgrund eines Gesichts- und Augenleidens und Bedenken ihrer Eltern, ob die bildende Kunst eine für Mädchen geeignete Beschäftigung sei, erhielt sie jedoch zunächst keine formale künstlerische Ausbildung. 1835 lernte sie bei einem Aufenthalt in Baden den Genre- und Porträtmaler Heinrich Wilhelm Zimmermann kennen und wurde dessen Schülerin. Der Unterricht dauerte einige Monate an, bis Zimmermann nach Paris ging. Um 1840 setzte sie ihre Studien bei Friedrich Schilcher fort.
1840 bzw. 1842 starben Elisabeth Modells Eltern, so dass sie und ihre ältere Schwester Marie auf sich allein gestellt waren. Aufgrund des geerbten Vermögens waren sie aber finanziell abgesichert. Ihr Haus in Wien wurde ein Treffpunkt für Autoren wie Ludwig von Löhner, Ludwig August Frankl von Hochwart, Friedrich Hebbel und Franz Xaver Fritsch. Elisabeth Modell freundete sich in dieser Zeit auch mit der Schriftstellerin und Schauspielerin Elise Schmidt (1824–1902) an.
1846 unternahmen die Schwestern Modell eine Reise durch eine Reihe größerer Städte Deutschlands. Nach ihrer Rückkehr heiratete Marie Modell den Italiener Setti aus Südtirol. Dieser verbrauchte durch Spekulationen einen Großteil des Vermögens der Schwestern. Die übrigen Ersparnisse gingen in Folge der Ereignisse 1848 im Kaisertum Österreich verloren. Elisabeth Modell nutzte nun die Malerei, um ihren Lebensunterhalt zu verdienen und verkaufte einige Genrebilder an Bilderhändler. Nach der Proklamierung von Franz Joseph I. zum Kaiser war sie die erste Künstlerin, die ein Porträt von ihm auf den Kunstmarkt bringen konnte. Es folgten weitere Aufträge ähnlicher Art, so schuf sie lebensgroße Bildnisse des Kaisers für die Gemeindehäuser in der Leopoldstadt und Wieden. Zu ihren Kunden dieser Zeit gehörte auch der polnische Graf Ledóchowski, der sein Schloss Górki mit Porträts seiner Verwandten und Kopien alter und neuer Meister ausstatten ließ. Durch die hohe Anzahl eingehender Aufträge gelang es Elisabeth Modell trotz niedriger Preise, sich selbst, ihre Schwester und deren drei Kinder zu unterhalten.
1855 reiste Elisabeth Modell über das Salzkammergut nach Trient in Südtirol, wo sie sieben Monate blieb und eine Reihe von Brustbildern für ihre wachsende Kundschaft malte. Zudem erhielt sie einen Auftrag für ein überlebensgroßes Madonnenbild, das den Hochaltar im Dom von Trient schmücken sollte. Schließlich kehrte sie 1856 über Mailand und Venedig zurück nach Wien, wo sie das Madonnenbild fertigstellte.
Auf Drängen des Schwagers siedelte die Familie 1858 zu dessen Verwandten nach Genua um. Ablehnung der Einheimischen angesichts des bevorstehenden Sardinischen Kriegs und finanzielle Probleme bewogen sie jedoch bereits im Folgejahr zur Rückkehr. Elisabeth Modell reiste über Trient, wo ihr aufgrund ihrer Herkunft ebenfalls zunehmende Abneigung entgegengebracht wurde, sie jedoch mit einigen Porträts und einem Heiliger-Blasius-Altarbild für die Kirche in Volano beauftragt wurde. Im März 1860 kam sie schließlich in Wien an. Da ihre Auftragslage sich dort zunehmend verschlechterte, unternahm sie 1861/1862 eine Reise in die Schweiz, wo sie ca. dreißig Porträts malte.
Zurück in Wien erhielt Elisabeth Modell fast keine Bestellungen mehr und ihre wirtschaftliche Situation spitzte sich zu. Im April 1865 erblindete sie unheilbar. Zu diesem Zeitpunkt litt sie zudem seit einem Jahr an einer Brustkrankheit, an der sie schließlich im Oktober 1865 mit 45 Jahren starb. Sie wurde auf dem Sankt Marxer Friedhof beigesetzt.
1896 beschloss der Wiener Magistrat, eine neue Gasse in Penzing nach Elise Modell zu benennen. Diese ist jedoch nicht nachweisbar.

## Werk

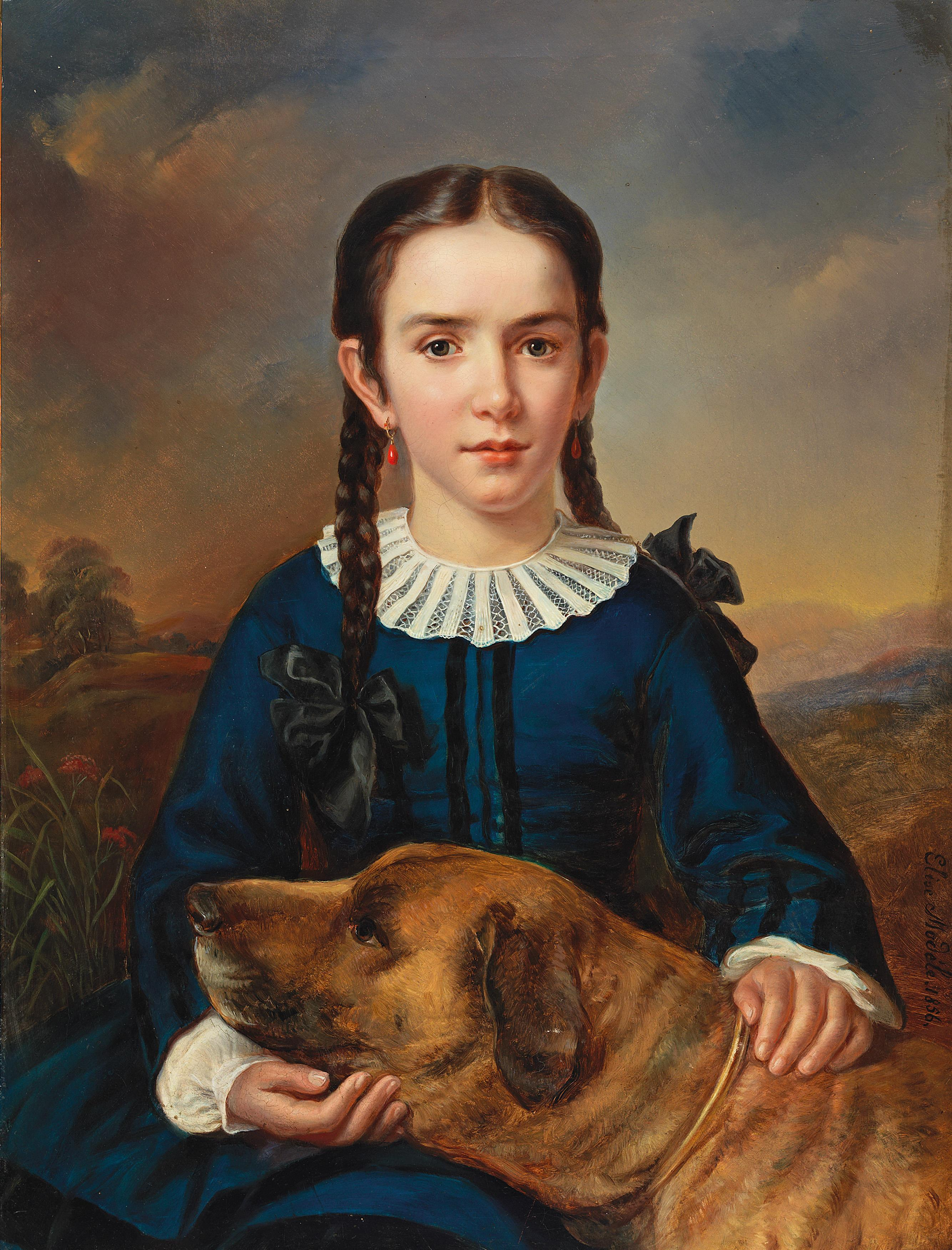
Bildnis der Baroness Trent-Turcati mit Hund (1856)

Elisabeth Modell war eine Genre- und Porträtmalerin. Zwischen 1839 und 1863 vollendete sie rund 800 Bilder. Viele ihrer Porträts wiederholte sie in zwei oder drei Varianten. Am häufigsten malte sie Franz Joseph I. mit circa 30 Bildnissen. Auch andere Prominente dienten ihr als Motiv, so porträtierte sie 1846 Friedrich Hebbel. Der Dichter lobte das Werk in einem Brief als „meisterhaft gelungen“ (worin ihm jedoch unter anderem Ernst Schlee nicht zustimmte) und zog es Lithographien von Eduard Kaiser vor. Es diente als Vorlage für den Stahlstich, der als Frontispiz bei Hebbels Band Neue Gedichte verwendet wurde.
Elisabeth Modell malte auch viele Madonnenbilder und kopierte Porträts und Genrebilder aus der Galerie Belvedere.
Sie beschickte mehrfach die Ausstellungen des Österreichischen Kunst-Vereins in Wien (1854, 1861, 1864–1867, posthum 1870).
Porträts (Auswahl)
- Die Schauspielerin Antonie Wilhelmi, 1841
- Der Taubstummen-Instituts-Director Venus (Michael Venus, 1774–1850), kleines Kniestück, 1841
- Feldmarschall-Lieutenant Freiherr von Hochenegg (Friedrich Graf Hochenegg, 1770–1848), großes Brustbild, 1842
- Fräulein Löwe (Julie Sophie Löwe, 1786–1852), 1843
- Die Dichterin Elise Schmidt, 1844
- Alfred Meissner, 1844
- Siegfried Kapper, 1846
- Friedrich Hebbel, 1846
- Maler Püttner (Josef Püttner), 1848
- Hofschauspielerin Hebbel als Judith (Christine Hebbel), 1849
- Die Dichterin Betti Pauli, 1853
- Hofschauspieler Gabillon, 1854
- Porträt des Grafen Thad. Ledochowsky, k. k. Feldmarschall-Lieutenant, 1854 bei Ausstellung des Oesterreichischen Kunstvereines
- Porträt der Gräfin Leopoldine Ledochowska, 1854 bei Ausstellung des Oesterreichischen Kunstvereines[7]
- Anton Ruepp (1792–1868), Gemeinderat und Vorstand des Gemeindebezirkes Leopoldstadt, 1854 Aufstellung im Sitzungssaal des Gemeindehauses[8]
- Bildnis der Baroness Trent-Turcati mit Hund, 1856, signiert „Elise Modele“, Öl auf Leinwand, 65 × 50,5 cm
- Antonio Rosmini-Serbati, 1858
- König Victor Emanuel, 1859 in Genua
- Dichter Ludwig August Frankl, ganze Figur in Uniform der Studentenlegion im Jahre 1848, 1864

Genrebilder (Auswahl)
- Die Kartenspieler, 1840
- Die Vogelfängerin, 1841
- Die junge Mutter, 1845
- Die beiden Maler, 1845
- Die Wallfahrerin, 1847
- Kinder, Holz tragend, 1847
- Der verirrte Drahtbinder, 1847
- Italiener am Feuer, 1847
- Der nächtliche Kirchgang, 1849
- Die gute Nachricht, 1849
- Die fleissige Nähterin, 1849
- Die Christnacht, 1849
- Die ruhende Alte, 1854
- Die Schnitterin, 1855
- Der heimgekehrte Jägerbursche, 1855
- Auf der Alm, 1855
- Der Rastelbinder vor dem Madonnenbild, 1856
- Deckenhändler aus Mähren, 1857
- Venetianische Fischhändler, 1857
- Römische Hirtenfamilie, 1859
- Andacht vor dem Marienbilde, 1859
- Obstverkäuferin, 1859
- Karnevalsszenen, 1859
- Andacht vor dem Marienbilde, 1859 in Genua
- Die Obstverkäuferin, 1859 in Genua
- Carnenalszenen, 1859 in Genua
- Tanz im Freien, 1859 in Genua
- Am Strande, 1861

Sonstiges
- Hochaltarbild (Immaculata), Dom von Trient